# Hôpital général de Saint-Omer
L'hôpital général de Saint-Omer est un ancien hôpital devenu monument historique utilisé en tant que bâtiment administratif et situé à Saint-Omer, en France.

## Localisation
L'ancien hôpital général est situé dans le département français du Pas-de-Calais, sur la commune de Saint-Omer, rue Saint-Sépulcre.

## Historique
L'hôpital général de Paris est fondé par Louis XIV, le 27 avril 1656, pour mettre au travail les mendiants et de « sauver leurs âmes ». Un édit de 1662 ordonna la généralisation de l'institution à toutes les grandes villes de France.
Louis-Alphonse de Valbelle, évêque de Saint-Omer entre 1684 et 1708, a racheté en 1699 les bâtiments de l’ancien collège des Bons Enfants dont la fondation remontait au XIVe siècle. Il décide en 1702 de fonder un hôpital général et obtient du roi des lettres patentes en février 1702 enregistrées par le parlement de Flandres le 28 juillet 1704. L'évêque de Saint-Omer a présidé l'ouverture solennelle le 4 juillet 1704
La construction est entreprise en 1731 par l'aile édifiée en fond de cour sur les plans de Bernard Joseph de Neufville, ingénieur du roi. L'aile le long de la rue est entreprise vingt ans plus tard. Ces deux ailes sont réunies vers 1760 par un troisième bâtiment disposé perpendiculairement.
L'hôpital général accueillait des enfants orphelins et des parents indigents. Un « tour » était aménagé le long de la rue Victor Luc pour recevoir des enfants abandonnés. Les garçons étaient accueillis dans l'aile nord et étaient employés à la fabrication des pipes et des filets de pêche. Les filles étaient logées dans une autre aile et travaillaient sur des travaux de broderie ou de couture.
L'institution a existé jusqu'au début du XXe siècle quand l'hôpital Saint-Louis s'y installe. Une quatrième aile est ajoutée vers 1960 pour fermer la cour au sud. L'hôpital s'est déplacé sur le site d’Helfaut. 
À partir de 2007, les bâtiments accueillent l'hôtel de ville de Saint-Omer, ainsi que plusieurs services administratifs.

## Protection
L'édifice est inscrit au titre des monuments historiques le 23 avril 1947.